# Lijst van attracties in Avonturenpark Hellendoorn
Dit is een lijst van attracties in Avonturenpark Hellendoorn.

## Grote attracties

### Achtbanen
Avonturenpark Hellendoorn beschikt over vier achtbanen:
| Naam         | Type                                | Model                 | Bouwer    | Inversies | Jaartal opening |
| ------------ | ----------------------------------- | --------------------- | --------- | --------- | --------------- |
| Balagos      | Stalen achtbaan                     | Loop-Corkscrew        | Vekoma    | 2         | 1990            |
| Rioolrat     | Stalen overdekte achtbaan           | Custom Junior Coaster | Vekoma    | 0         | 1996            |
| Donderstenen | Stalen achtbaan                     | Force Two             | Zierer    | 0         | 2005            |
| Ridderstrijd | Stalen draaiende wildemuis-achtbaan | Spinning Coaster      | Reverchon | 0         | 2024            |

### Waterattracties
In het park staan twee waterattracties met enige faam, zijnde de oudste boomstamattractie en de langste rapid river van Nederland. Ook beschikt het park over een bootvaart en een outdoor waterpark:
| Naam                  | Type attractie    | Jaartal opening | Bouwer           |
| --------------------- | ----------------- | --------------- | ---------------- |
| Sungai Kalimantan     | Rapid river       | 1997            | Bear Rides       |
| Wild Waterval         | Boomstamattractie | 1982            | MACK Rides       |
| Jungle Expedition     | Bootvaart         | 1979            | MACK Rides       |
| Aquaventura Slidepark | Waterpark         | 2013            | Polin Waterparks |

### Darkrides
Avonturenpark Hellendoorn kent één darkride, deze darkride is interactief:
| Naam           | Type attractie        | Jaartal opening | Bouwer     |
| -------------- | --------------------- | --------------- | ---------- |
| Discovery Club | Interactieve darkride | 1999            | MACK Rides |

## Andere attracties

### Thrill Rides
De spannendere attracties binnen het Avonturenpark:
| Naam             | Type attractie | Jaartal opening | Bouwer                |
| ---------------- | -------------- | --------------- | --------------------- |
| Galjoen          | Schommelschip  | 1995            | Zamperla              |
| Tarantula Magica | Enterprise     | 2012            | HUSS Park Attractions |
| Drakennest       | Mega Disk'O    | 2017            | Zamperla              |

### Familie Attracties
Attracties voor de hele familie binnen het Avonturenpark:
| Naam             | Type attractie | Jaartal opening | Bouwer           |
| ---------------- | -------------- | --------------- | ---------------- |
| Monorail         | Monorail       | 1977            | MACK Rides       |
| Oldtimers        | Rondrit        | 1977            | MACK Rides       |
| Super Glijbaan   | Glijbaan       | 1983            | ?                |
| Dombomolen       | Olifantenmolen | 1983            | Emmo Kreekel     |
| Dino Sky Pedalo  | Trapmonorail   | 1994            | Metallbau Emmeln |
| Piraat Enterhaak | Zweefmolen     | 2006            | Zierer           |
| Fort KnalKruit   | Autoscooter    | 2019            | Bertazzon        |

### Speelplaatsen
Speelplaatsen binnen het Avonturenpark:
| Naam                      | Soort speelelement |
| ------------------------- | ------------------ |
| Speeltuin                 | Speeltoestellen    |
| De 3 Geheime Torens       | Speelkasteel       |
| Bron van de Eeuwige Jeugd | Waterpret          |
| De Magiestralen           | Waterpret          |
| Lachspiegels              | Spiegels           |
| Het Web                   | Klimrek            |

### Kinderattracties (Dreumesland)
Dreumesland is een klein stukje park waar alleen maar kinderattracties staan die tot een maximale lengte van 120cm bezocht mogen worden:
| Naam                 | Type attractie           | Jaartal opening |
| -------------------- | ------------------------ | --------------- |
| Draaimolen           | Draaimolen               | 1945            |
| Convoy               | Rondrit                  | 1995            |
| Zwanenmolen          | Watercarrousel           | 1988            |
| Avonturenrad         | Reuzenrad                | 1992            |
| Vliegende Hollander  | Vliegtuigmolen           | 1996            |
| Postkoets            | Rondrit                  | 1996            |
| De Berenboom         | Meet & Greet             | 2016            |
| Bella's Swing Paleis | Interactief discotheater | 2018            |
| Baba’s Ruimtereis    | Vrije val                | 2019            |

## Geschenken & Games
In Avonturenpark Hellendoorn zijn er verspreid over het park souvenirwinkels en speelhallen te vinden. Bij veel van deze winkels/attracties wordt apart entree gevraagd:
| Naam               | Omschrijving                 |
| ------------------ | ---------------------------- |
| De Winkel          | Souvenirwinkel               |
| Shooting Gallery   | Schiettent met piraten decor |
| El Dorado Goudmijn | Goud zoeken                  |
| Games              | Speelhal                     |
| Baba's Bungee      | Bungee Trampoline            |
| De Speelstraat     | Speelhal                     |
| Foto Wiwa          | Fotopunt Wildwaterval        |
| Foto Entree        | Fotopunt Entree              |

## Horeca
Binnen Avonturenpark Hellendoorn zijn verschillende horecapunten gevestigd.
| Naam                 | Omschrijving     |
| -------------------- | ---------------- |
| Eethuis de Berghoeve | Parkrestaurant   |
| Kapitein Baba's      | Snackbar         |
| Haaibaai Bar         | Slushpuppie      |
| Bella's Smakbar      | Snackbar         |
| Jammie Jammie        | Tussendoortjes   |
| Het Paviljoen        | Tussendoortjes   |
| Wiwa Terras          | Tussendoortjes   |
| Slush Station        | Slushpuppie      |
| Candy Corner         | Tussendoortjes   |
| Buitenhoeve          | Terras Berghoeve |

## Entertainment

### Shows
In de jaren 80 begon Hellendoorn met tijdelijke en/of eenmalige (seizoens)shows. Er worden regelmatig nieuwe shows geproduceerd, vaak door externe bedrijven. De karakters van het Avonturenpark zelf: Kareltje en Jasmijn, keren jaarlijks terug.
| Naam                                   | Jaren in het park | Producent/artiest       | Kenmerken                          |
| -------------------------------------- | ----------------- | ----------------------- | ---------------------------------- |
| Zeeleeuwenshow                         | 1979-?            | -                       | Show met zeeleeuwen                |
| High Dive Stuntshow                    | 1983-?            | American High Dive Team | Stuntshow (high dive)              |
| Papegaaienshow                         | 1984-2002         | -                       | Dierenshow                         |
| Magical Monkey Show                    | 1989-2003         | Animatronics            | Show met poppen                    |
| Zeeleeuwenshow                         | 2001              | -                       | Show met zeeleeuwen                |
| Zoek de schat                          | 2001              | -                       | Theatershow                        |
| Sky Pirates                            | 2002-2003         | Falcon Entertainment    | Stuntshow (high dive)              |
| Villa Kek                              | 2004              | -                       | Zomershow                          |
| Vlucht 7: Op zoek naar het grote geluk | 2004              | -                       | Zomershow                          |
| Power Flowerz                          | 2005              | -                       | Zomershow                          |
| Wereldfeest                            | 2006              | -                       | Zomershow                          |
| Sky Pirates 2                          | 2007-2009         | Falcon Entertainment    | Stuntshow (high dive)              |
| Excalibur                              | 2010-2012         | Falcon Entertainment    | Ridderspel                         |
| Piraten Highdive Show                  | 2013              | Falcon Entertainment    | Stuntshow (high dive)              |
| Clown City Stunt Show                  | 2014              | Falcon Entertainment    | Stuntshow (high dive & trampoline) |
| Zeeleeuwenshow                         | 2015              | Wout Hofstede           | Show met zeeleeuwen                |
| Vervloekte Villa                       | 2015              | Wout Hofstede           | Heksendoorn show                   |
| Magische Maya Tempel                   | 2016-2017         | Falcon Entertainment    | Stuntshow (high dive & trampoline) |
| De Verborgen Schat                     | 2016              | -                       | Heksendoorn show                   |
| De Drakenridders                       | 2018              | -                       | Stuntshow (high dive & trampoline) |
| Magical Discovery Show                 | 2018-heden        | -                       | Heksendoorn show, goochelshow      |
| Gouden Theater Paleis                  | 2003-heden        | Teatro Esparanza        | Kareltje en Jasmijn                |

### Evenementen
Overzicht van jaarlijks terugkerende evenementen in het park:
| Naam evenement                           | Jaren in het park | Omschrijving |
| ---------------------------------------- | ----------------- | --- |
| Spellendoorn (april en mei)              | 2009-2015         | Spellen in verschillende attracties |
| Zinderende Zomeravond (juli en augustus) | 2008-heden        | Langere openingstijd, attracties in het donker en afsluitend vuurwerk                                                                                      |
| Heksendoorn (oktober)                    | 2000-heden        | Halloween, met diverse griezelattracties voor het hele gezin.                                                                                              |
| Heksendoorn Griezelavonden (oktober)     | 2009-heden        | Halloween, Langere openingstijd, diverse griezelattracties voor het hele gezin, loslopende griezels, attracties in het donker en afsluitend vuurwerk       |
| Screams (oktober)                        | 2016-heden        | Langere openingstijd, attracties in het donker, halloweenavond 12+, eng, met diverse griezelattracties en verschillende scarezones met loslopende griezels |

## Gesloten attracties
Overzicht van attracties die in de loop der jaren zijn verwijderd
| Naam                | Type             | Openingsjaar | Sluitingsjaar | Reden van verwijdering/opmerking                                                                                      | Bouwer                | Betreffende attractie overgegaan naar ander pretpark           | Vervanger(s) op plek van betreffende attractie                                         |
| ------------------- | ---------------- | ------------ | ------------- | --- | --------------------- | -------------------------------------------------------------- | -------------------------------------------------------------------------------------- |
| Autoscooters        | Autoscooter      | Jaren 1970   | 1988          | Plaats maken voor Broadway Theater (Magical Monkey Show), in 2019 is de soortgelijke attractie Fort KnalKruit geopend |                       |                                                                | Broadway Theater (Magical Monkey Show) (1989-2002), Gouden Theater Paleis (2003-heden) |
| Sprookjestuin       |                  | 1956         | 1989          | Plaats maken voor Tornado                                                                                             | Eigen ontwerp         |                                                                | Tornado, Sprookjeshoek (1990-2014)                                                     |
| Midgetgolf          | Midgetgolf       | Jaren 1970   | Jaren 1990    | | Eigen ontwerp         |                                                                | Speeltuin (Jaren'90-heden, sinds 2017 naast Kapitein Baba's), DrakenNest (2017-heden)  |
| Black Hole          | Achtbaan         | 1986         | 1990          | Plaats maken voor Rioolrat 1                                                                                          | Anton Schwarzkopf     |                                                                | Rioolrat 1 (1991-1995)                                                                 |
| Rioolrat 1          | Achtbaan         | 1991         | 1995          | Plaats maken voor Rioolrat 2                                                                                          | Zierer                | In Spielerei Rheda-Wiedenbrück als Mäuseachterbahn (1996-1999) | Rioolrat 2                                                                             |
| Notenkraker         | Polyp            | 1987         | 1997          | Plaats maken voor Montezuma's Revenge                                                                                 | Carrouselbouw Holland |                                                                | Montezuma's Revenge                                                                    |
| Casa Rotativa       | Madhouse         | 1980         | 2001          | Versleten |                       |                                                                |                                                                                        |
| Silver City         | Westernstad      | 1978         | 2002          | Plaats maken voor speeltuin De 3 Geheime Torens                                                                       |                       |                                                                | De 3 Geheime Torens                                                                    |
| Magical Monkey Show | Animatronicsshow | 1989         | 2002          | Vervangen door live shows (o.a. Kareltje en Jasmijn)                                                                  |                       |                                                                | Gouden Theater Paleis                                                                  |
| Gold Wash           | Goud zoeken      | 1981         | 2002          | In 2012 is de soortgelijke attractie El Dorado Goudmijn geopend                                                       |                       |                                                                |                                                                                        |
| Avonturenslang      | Achtbaan         | 1978         | 2004          | Plaats maken voor Donderstenen                                                                                        | Zierer                | In DippieDoe als Zeeslang (2005-2013)                          | Donderstenen                                                                           |
| Jungle Rock         | Round-up         | 1998         | 2005          | Verkocht aan Fort Fun                                                                                                 |                       | In Fort Fun als Dark Raver (2006-heden)                        | Tarantula Magica (2013-heden)                                                          |
| Ballon Kanon        |                  | 2006         | 2010          | |                       |                                                                | Baba's Bungee                                                                          |
| Moby Dick           | Rupsbaan         | 1994         | 2012          | Plaats maken voor Aquaventura Slidepark                                                                               | Vekoma                | In Pleasurewood Hills als Moby Dick (2013-heden)               | Aquaventura Slidepark                                                                  |
| Doolhof             | Doolhof          | 1949         | 2012          | In te slechte staat                                                                                                   | Eigen ontwerp         |                                                                | Maisdoolhof met Heksendoorn (2013-2016), HiHa HeksenPad met Heksendoorn (2018)         |
| Springend water     | Springend water  | 1988         | 2002          | Verouderd. Attractie staat nog wel in het park, maar wordt al jaren niet meer gebruikt.                               |                       |                                                                |                                                                                        |
| Speelkasteel        | Ballenbak        | 1988         | 2013          | Niet meer van deze tijd                                                                                               | Eigen ontwerp         |                                                                | Bella's Swing Paleis (2018-heden)                                                      |
| Sprookjeshoek       |                  | 1990         | 2014          | Niet meer van deze tijd                                                                                               | Eigen ontwerp         |                                                                |                                                                                        |
| Casa Magnetica      | Illusieshow      | 1977         | 2018          | Paste qua thema niet in piratengebied, dalende populariteit. Plaats maken voor Fort KnalKruit                         |                       |                                                                | Fort KnalKruit                                                                         |
| Montezuma's Revenge | Topspin          | 1998         | 2021          | wordt vervangen door nieuwe attractie                                                                                 |                       |                                                                |                                                                                        |

Afbeeldingen
 · Lijst van attracties